# A-Teen 2
A-TEEN 2 (hangul: 에이틴2, RR: Eitin 2), es una serie web surcoreana transmitida del 21 de abril del 2019 hasta el 27 de junio del 2019 por medio de Naver TV Cast y del 25 de abril del 2019 hasta el 30 de junio del 2019 a través de V Live. La serie es la secuela de la primera temporada A-TEEN.

## Historia
La serie sigue a los mismos 6 amigos mientras asisten al "Seoyeon High School", a ellos se les unen Ryu Joo-ha, un joven y amigo de Do Ha-na, que pronto se siente atraído por Kim Ha-na, y Cha Ah-hyun, una joven con mucho carácter y la hermana menor de Gi-hyun.
El grupo de amigos tendrá que aprender las alegrías y dificultades de ser jóvenes adolescentes de 19 años de edad y cómo cada uno de ellos enfrenta de maneras distintas los conflictos y preocupaciones de lo que parece ser el mayor obstáculo en sus vidas: el examen de ingreso a la universidad y las elecciones que tomarán en el proceso de preparación para el examen.

## Reparto

#### Personajes principales
| Actor         | Personaje   | Ocupación                       | N.º de episodios | Duración |
| ------------- | ----------- | ------------------------------- | ---------------- | -------- |
| Shin Ye-eun   | Do Ha-na    | Estudiante                      | -                | 2019     |
| Lee Na-eun    | Kim Ha-na   | Estudiante                      | -                | 2019     |
| Shin Seung-ho | Nam Shi-woo | Estudiante                      | -                | 2019     |
| Kim Dong-hee  | Ha Min      | Estudiante                      | -                | 2019     |
| Kim Su-hyun   | Yeo Bo-ram  | Estudiante                      | -                | 2019     |
| Ryu Ui-hyun   | Cha Gi-hyun | Estudiante                      | -                | 2019     |
| Choi Bo-min   | Ryu Joo-ha  | Estudiante                      | -                | 2019     |
| Kang Min-ah   | Cha Ah-hyun | Estudiante / Hermana de Gi-hyun | -                | 2019     |

#### Personajes recurrentes
| Actor         | Personaje  | Ocupación              | N.º de episodios | Duración |
| ------------- | ---------- | ---------------------- | ---------------- | -------- |
| Ahn Jung-hoon | Nam Ji-woo | Hermano de Nam Shi-woo | -                | 2019     |
| Cho Young-in  | Kim Min-ji | -                      | -                | 2019     |

#### Apariciones especiales
| Actor          | Personaje     | Ocupación                | Episodio donde apareció | Duración |
| -------------- | ------------- | ------------------------ | ----------------------- | -------- |
| Joshua         | -             | Amigo de Ryu Joo-ha      | 7                       | 2019     |
| Baek Soo-hee   | Lee Jeong-min | -                        | 8                       | 2018     |
| Jeon Hye-yeon  | Park Jin-ho   | -                        | 10                      | 2019     |
| Kim Min-ju     | -             | Empleada del Restaurante | 11                      | 2019     |
| Lee Chan-hyung | -             | Estudiante de Periodismo | 11                      | 2019     |
| Hyunjin        | -             | Amigo de Cha Ah-hyun     | 16                      | 2019     |
| I.N            | -             | Amigo de Cha Ah-hyun     | 16                      | 2019     |
| Jung Ye-rin    | -             | Espectadora              | -                       | 2019     |

## Episodios
La segunda temporada de la serie web estuvo conformada por 20 episodios, los cuales fueron emitidos todos los jueves y domingos a las 19:00 KST.
| N.º | Título                                   | Fecha de Emisión    |
| --- | ---------------------------------------- | ------------------- |
| 1   | Rumors Spread About Me At School         | 25 de abril de 2019 |
| 2   | I Made My Friend Cry                     | 28 de abril de 2019 |
| 3   | A Total Stranger Cursed At Me            | 2 de mayo de 2019   |
| 4   | My Worst Mistake                         | 5 de mayo de 2019   |
| 5   | Two People Want the Same Person          | 9 de mayo de 2019   |
| 6   | Why Lies Aren't So Bad                   | 12 de mayo de 2019  |
| 7   | The Two of Them Had a Secret Date        | 16 de mayo de 2019  |
| 8   | A Guy Only I Want to Know                | 19 de mayo de 2019  |
| 9   | My Close Friend Has Become My Competitor | 23 de mayo de 2019  |
| 10  | Someone Who Makes Me Anxious             | 26 de mayo de 2019  |
| 11  | I Found Out What You Like                | 30 de mayo de 2019  |
| 12  | Two Girls are Fighting Over Me           | 2 de junio de 2019  |
| 13  | I Saw A Ghost At School                  | 6 de junio de 2019  |
| 14  | I Received Malicious Comments            | 9 de junio de 2019  |
| 15  | I Hurt The Person I Like                 | 2019                |
| 16  | A Secret For Just the Two of Us          | 2019                |
| 17  | My Friend Caught Me Secretly Dating      | 2019                |
| 18  | -                                        | 2019                |
| 19  | -                                        | 2019                |
| 20  | -                                        | 2019                |

## Música
El OST de la serie web lanzó 3 canciones:

### Parte 1
| N.º | Intérprete  | Canción                         | Duración |
| --- | ----------- | ------------------------------- | -------- |
| 1   | Baek Ye-rin | Lean On Me (스며들기 좋은 오늘) | 3:30     |
| 2   |             | Lean On Me (Inst.)              | 3:30     |

### Parte 2
| N.º | Intérprete | Canción | Duración |
| --- | ---------- | ------- | -------- |
| 1   | Seventeen  | 9-TEEN  | 3:18     |

### Parte 3
| N.º | Intérprete                    | Canción           | Duración |
| --- | ----------------------------- | ----------------- | -------- |
| 1   | We Are The Night (위아더나잇) | I Wonder (궁금해) | -        |
| 2   |                               | I Wonder (Int.)   | -        |

## Premios y nominaciones
| Año  | Categoría                   | Premio                 | Nominados   | Resultado |
| ---- | --------------------------- | ---------------------- | ----------- | --------- |
| 2019 | Favorite Web Series Actor   | V Live Heartbeat Award | Choi Bo-min | Ganó      |
| 2019 | The Most Loved Web Series   | V Live Heartbeat Award | A-TEEN 2    | Ganó      |
| 2019 | Favorite Web Series Actress | V Live Heartbeat Award | Lee Na-eun  | Ganó      |

## Producción
En febrero del 2019 se anunció que la serie A-TEEN tendría una segunda temporada titulada "A-TEEN 2".
La serie web al igual que en la primera temporada contó con el director Han Soo-ji (한수지), el escritor Kim Sa-ra (김사라), así como con el apoyo del productor Lee Yoon-jae y en la producción ejecutiva con Song Joo-sung (송주성).
En abril del 2019 se realizó la primera lectura del guion.
Contó con el apoyo de la compañía de producción "PlayList Global".

### Recepción
Desde su estreno la serie web ha sido muy bien recibida.
La serie web acumuló 35 millones de visitas en las dos semanas posteriores a su estreno. Para celebrar este logro, parte del reparto celebró una reunión titulada "The A-TEEN Fan Meet-Up" con sus admiradores el 13 de junio del 2019 de 2 a 6 p. m. KST en el SMTOWN Coex Artium en Gangnam, Corea del Sur. Durante la reunión asistieron los actores Shin Ye-eun, Lee Na-eun, Kim Dong-hee, Choi Bo-min, Kim Su-hyun, Ryu Ui-hyun y Kang Min-ah.
El drama de Playlist Studio superó los 52 millones de visitas sólo en la plataforma V LIVE de Naver, logran el récord más alto para una serie de drama web de V Original. También con el lanzamiento del drama, el número de suscriptores al canal creció en un 35%. El primer episodio, obtuvo el mayor número de reproducciones de todos los videos de dramas web de V Original. Además, cada episodio generó una gran respuesta, superando los 2 millones de visitas en V LIVE. Cada episodio también superó el millón de visitas en YouTube, con varios episodios superando los 2 millones de visitas y el primer episodio cerca de los 4 millones.